# Алпіна (Арканзас)
Алпіна (англ. Alpena) — місто (англ. town) в США, в округах Бун і Керролл штату Арканзас. Населення — 374 особи (2020).

## Історія
Селище Алпіна-Пас було засноване 1908 року незабаром після того, як через обидва округи пройшла залізнична магістраль, що з'єднала штат Міссурі з північною частиною штату Арканзас. У 1950-х роках слово «Пас» було виключено з назви містечка та відтоді офіційною назва — «Алпіна».

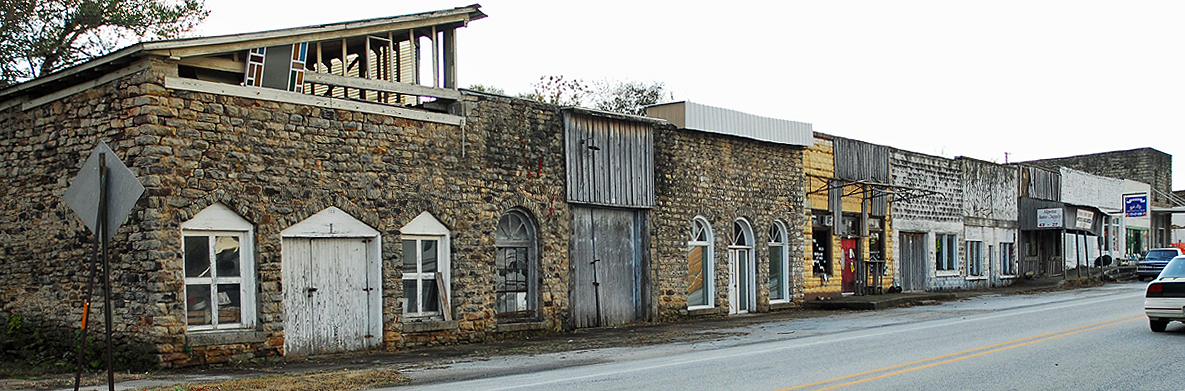
Будівля в Алпіні

## Географія
Алпіна розташована на висоті 348 метрів над рівнем моря. За даними Бюро перепису населення США у 2010 році місто мало площу 3,47 км², з яких 3,45 км² — суходіл та 0,02 км² — водойми. У 2017 році площа становила 3,29 км², з яких 3,28 км² — суходіл та 0,01 км² — водойми.

## Демографія
Згідно з переписом 2010 року, у місті мешкали 392 особи в 146 домогосподарствах у складі 107 родин. Густота населення становила 113 особи/км². Було 161 помешкання (46/км²).
Расовий склад населення:
| - 93,9 % — білих - 2,0 % — корінних американців - 0,3 % — азіатів |

До двох чи більше рас належало 3,1 %. Іспаномовні складали 1,5 % від усіх жителів.
За віковим діапазоном населення розподілялося таким чином: 27,8 % — особи молодші 18 років, 57,4 % — особи у віці 18—64 років, 14,8 % — особи у віці 65 років та старші. Медіана віку мешканця становила 36,3 року. На 100 осіб жіночої статі у місті припадало 89,4 чоловіків; на 100 жінок у віці від 18 років та старших — 87,4 чоловіків також старших 18 років.
Середній дохід на одне домашнє господарство становив 38 924 долари США (медіана — 26 250), а середній дохід на одну сім'ю — 45 063 долари (медіана — 27 031). Медіана доходів становила 25 313 долари для чоловіків та 22 500 доларів для жінок. За межею бідності перебувало 31,7 % осіб, у тому числі 51,2 % дітей у віці до 18 років та 9,4 % осіб у віці 65 років та старших.
Цивільне працевлаштоване населення становило 172 особи. Основні галузі зайнятості: виробництво — 36,0 %, освіта, охорона здоров'я та соціальна допомога — 16,3 %, транспорт — 10,5 %, роздрібна торгівля — 9,9 %.